# 笠松トンネル
笠松トンネル（かさまつトンネル）は、わたらせ渓谷鐵道わたらせ渓谷線沢入駅から原向駅間にある鉄道トンネルである。

## 概要
トンネル内に群馬県と栃木県の県境がある。曲線タイプのトンネルで、沢入口には落石用のシェルターがある。
わたらせ渓谷線の前身である足尾鉄道開通当時から使われている。国道からでは、沢入トンネルと足尾トンネルの中間点から見ることができる。この付近には、足尾馬車鉄道跡があるが、確認しにくい。
2016年に「わたらせ渓谷鐵道関連施設群」の一部として、土木学会選奨土木遺産に選ばれる。